# Jeremias Meyer
Jeremias Meyer (né le 30 septembre 1999 à Munich  en Allemagne) est un acteur Allemand. Il est principalement connu pour avoir interprété Axel   dans la série télévisée Moi, Christiane F.  et Mark dans la série Le Griffon

## Formation
Après une formation auprès de Sofie Gross en 2019-2020 et une formation au Centre for Acting Giles Foreman de Londres (2020-2022), il intègre la Folkwang Universität en avril 2023.

## Carrière
Il commence sa carrière en 2010 dans un épisode de la série allemande Der Bergdoktor. Il participe ensuite aux trois films Les sœurs vampires (de)  et à différentes séries allemandes comme  Le Renard et Soko brigade des stups.
Il interprète ensuite Axel dans la série  Moi, Christiane F.  puis Mark, rôle principal de la série Le Griffon,, tirée du livre de Wolfgang Hohlbein.

## Filmographie[6]

### Cinéma

#### Longs métrages
- 2012 : Les Sœurs vampires (de) : Jacob Barton
- 2014 : Les Sœurs vampires 2 (de) : Jacob Barton
- 2016 : hannas schlafende hunde de Andreas Gruber : Georg
- 2016 : Les Sœurs vampires 3 (de) : Jacob Barton
- 2023 : Zwischen uns der Fluss de Michael Klier : Chris
- 2024 : Sonnenplätze de Aaron Arens : Fritzi (en post-production)
- 2024 : Holy Meat de Alison Kuhn : Niklas
- date inconnue : Callas, Darling de Julia Windischbauer : Ruppy (en post-production)

#### Courts métrages
- 2018 : Pygmalion de Andre Hoven
- 2018 : Das echte Leben de Sven Serah: Viktor
- 2020 : Bleiches Glimmen de Theresa Weidmann
- 2022 : Almost Home de Nils Keller : Jakob

### Télévision

#### Téléfilms
- 2017 :Das Leben danach : Jasper
- 2018 : Winterherz: Tod in einer kalten Nacht  de Johannes Fabrick : Finn Gattner

#### Séries télévisées
- 2010 : Der Bergdoktor : Nico Rensing (saison 3 – épisode 12)
- 2013 :  Inga Lindström  : Rasmus Sellgren (saison 11 – épisode 2)
- 2014 :  Die Familiendetektivin  : Tyler (saison 1 – épisode 9)
- 2014 : Dr. Klein  : Ole Petersen (saison 1 – épisode 5)
- 2017 :  Le Renard : Philipp Wanninger  (saison 46 – épisode 2)
- 2017 : Notruf Hafenkante: Dustin Neumann (Saison 12 – épisodes 1)
- 2019 : Soko brigade des stups Pascal Weber (saison 45 – épisode 3)
- 2021 :  Moi, Christiane F. : Axel
- 2023 : Le Griffon : Mark

## Source
- (de) Cet article est partiellement ou en totalité issu de l’article de Wikipédia en allemand intitulé « Jeremias Meyer » (voir la liste des auteurs).